# Malachie d'Armagh
Pour les articles homonymes, voir Malachie (homonymie) et Armagh (homonymie).
Malachie d'Armagh ou Malachie O'Mongoir (en gaélique Máel Máedóc Ua Morgair) né à Armagh en actuelle Irlande du Nord vers 1094, et mort à l'abbaye de Clairvaux le 2 novembre 1148, est un saint célébré le 2 novembre dans l'Église catholique.

## Biographie

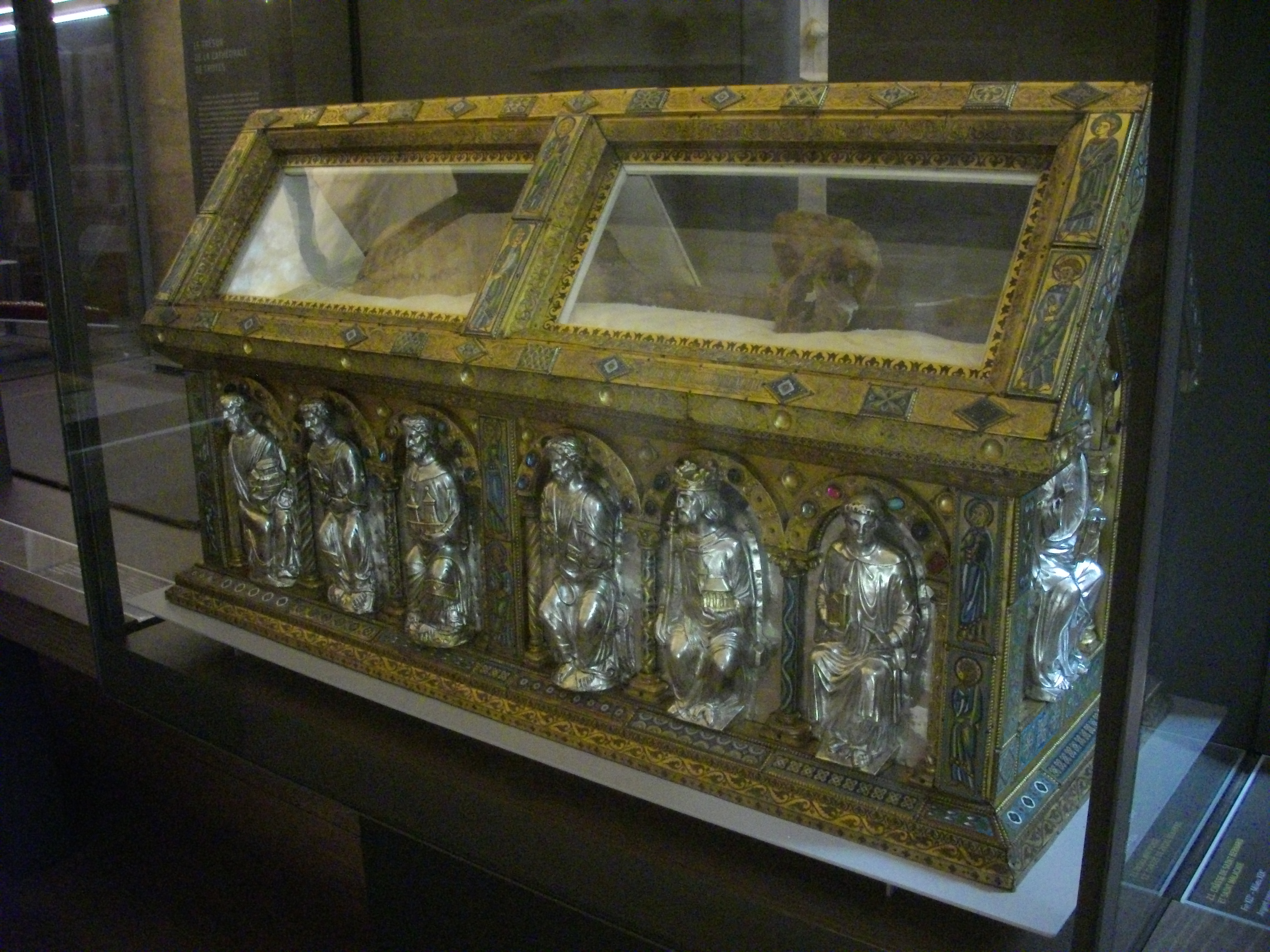
Châsse avec le crâne de saint Malachie et des reliques de Bernard de Clairvaux, cathédrale Saint-Pierre-et-Saint-Paul de Troyes.

Máel Máedóc Ua Morgair, dit « Malachie », est ordonné prêtre en 1119, élu en 1123 abbé de Bangor qu’il restaure, il dirige le diocèse de Down et Connor où il est élu en 1124 et qu'il gère conjointement depuis son abbaye, mettant en œuvre le programme de la réforme grégorienne.
Après la mort de l'archevêque d'Armagh Cellach mac Áeda meic Máel Ísu dit Celsus le 1er avril 1129, Malachie est désigné en 1132 comme son successeur. Un conflit interne dans l'Église au sujet de la succession et l'action du frère du défunt Niall mac Áeda († 1139), prétendant au siège (1131-1137), ainsi que le rejet par certains laïcs des propositions de Malachie pour la mise en œuvre de la réforme grégorienne l'oblige en 1136 à se démettre en faveur de Gilla Meic Liac mac Diarmata meic Ruaidri dit Gelasius qui est élu en 1137.
En 1139 il va à Rome où il est nommé légat apostolique pour l'Irlande par le pape Innocent II. Malachie revient en Irlande accompagné de cinq moines cisterciens fournis par saint Bernard qui fondent la grande abbaye de Mellifont en 1142. Malachie retrouve son diocèse de Down. En 1148, alors qu'il se rend à Rome une seconde fois, il meurt en chemin à l'abbaye de Clairvaux en présence de saint Bernard le 2 novembre 1148.
Malachie est le premier saint irlandais à être officiellement canonisé, le 6 juillet 1199 par le pape Innocent III.

## Prophétie de saint Malachie
Malachie est réputé être l'auteur de la Prophétie des papes, manuscrit qui donne par une courte périphrase latine une indication sur chaque pape depuis Célestin II, mais ce document est souvent décrit par beaucoup comme étant un apocryphe du XVIe siècle. Il a été attribué à Arnold Wion, et selon d’autres, à Nostradamus.